# Depresión del Upemba
La depresión de Upemba, o depresión de Kamalondo es una cubeta deprimida con una gran zona pantanosa, localizada en el sureste de la República Democrática del Congo. Está localizada en la cuenca alta del río Congo, en el valle del Lualaba, y comprende una cincuentena de lagos, incluyendo 22 de un tamaño relativamente grande, como el lago Upemba (530 km²) o el lago Kisale (300 km²). En una época arcaica, la zona probablemente estuvo ocupada enteramente por un gran lago.
Administrativamente, el área pertenece al distrito de Alto Lomami de la provincia de Katanga. La parte cubierta de pantanos forma parte del Parque nacional Upemba, un área protegida de 11.730 km² establecida en mayo de 1939.
La depresión de Upemba ha estado poblada casi continuamente desde el siglo V a. C., y se considera el origen del reino de Luba (1585-1889). El área incluye muchos sitios arqueológicos y está en la lista tentativa del patrimonio de la humanidad de la UNESCO. El breve resumen para su inclusión como Patrimonio de la Humanidad dice:

Esta gran depresión ha proporcionado los mayores cementerio conocidos al sur del Sahara. Más de 40 sitios arqueológicos se han identificado allí, pero sólo seis han podido ser parcialmente excavados hasta el presente. Su estudio permite trazar la secuencia completa de la ocupación de la región a lo largo de más de dos milenios, y así reconstruir la historia de un importante grupo étnico del África central: los luba.
Cette vaste dépression a livré les plus grands cimetières connus au Sud du Sahara. Plus de 40 sites archéologiques y ont été répertoriés, mais seuls six d'entre eux ont pu être partiellement fouillés jusqu'à présent. Leur étude permet de retracer la séquence complète de l'occupation de la région sur plus de deux millénaires et par là de reconstituer l'histoire d'un groupe ethnique majeur de l'Afrique Centrale: les Luba.
 UNESCO

## Principales lagos en la depresión
- Lago Kabele
- Lago Kabwe
- Lago Kange
- Lago Kisale
- Lago Kalondo
- Lago Kapondwe
- Lago Kasala
- Lago Kayumba
- Lago Kiubo
- Lago Lukonga
- Lago Lunde
- Lago Mulenda
- Lago Muyumbwe
- Lago Noala
- Lago Sanwa
- Lago Tungwe
- Lago Upemba
- Lago Zimbambo